# Spirala (film 1978)
Spirala – polski dramat z roku 1978 w reżyserii Krzysztofa Zanussiego. Zdjęcia kręcono w Tatrach.

## Opis fabuły
W schronisku nad Morskim Okiem zjawia się dziwny mężczyzna, Tomasz Piątek. Zachowuje się obcesowo w stosunku do innych turystów, a na drugi dzień znika. Odnaleziony na wpół zamarznięty, zostaje przetransportowany helikopterem do szpitala. Jest to człowiek śmiertelnie chory, który nie może pogodzić się ze swoim losem. Reminiscencja szpitalnych losów głównego bohatera „Spirali”, znajduje się w nakręconym 10 lat później Dekalogu II Krzysztofa Kieślowskiego.

## Obsada
- Jan Nowicki – Tomasz Piątek
- Maja Komorowska – Teresa
- Zofia Kucówna – lekarka Maria
- Aleksander Bardini – ordynator
- Jan Świderski – Henryk
- Piotr Garlicki – syn Henryka
- Marian Glinka – lekarz
- Ewa Ziętek – sprzątaczka
- Andrzej Hudziak – Augustyn
- Seweryna Broniszówna – stara kobieta
- Paweł Wawrzecki – Paweł
- Eugeniusz Priwieziencew – chory w klinice
- Tatiana Sosna-Sarno – Tania
- Cezary Morawski – Czarek
- Joanna Sienkiewicz – synowa prominenta
- Stefan Szmidt – ratownik
- Daria Trafankowska – siostra szpitalna
- Andrzej Szenajch – kierownik schroniska
- Marek Dąbrowski
- Jadwiga Kuryluk

Źródło: Filmpolski.pl.